# Laphria unicolor
Laphria unicolor är en tvåvingeart som först beskrevs av Samuel Wendell Williston  1883.  Laphria unicolor ingår i släktet Laphria och familjen rovflugor. Inga underarter finns listade i Catalogue of Life.